# Docalidia multispiculata
Docalidia multispiculata är en insektsart som beskrevs av Nielson 1979. Docalidia multispiculata ingår i släktet Docalidia och familjen dvärgstritar. Inga underarter finns listade i Catalogue of Life.